# McCamey (Texas)
McCamey es una ciudad ubicada en el condado de Upton en el estado estadounidense de Texas. En el Censo de 2010 tenía una población de 1887 habitantes y una densidad poblacional de 359,44 personas por km².

## Geografía
McCamey se encuentra ubicada en las coordenadas 31°7′57″N 102°13′12″O / 31.13250, -102.22000. Según la Oficina del Censo de los Estados Unidos, McCamey tiene una superficie total de 5.25 km², de la cual 5.25 km² corresponden a tierra firme y 0 km² (0 %) es agua.

## Demografía
Según el censo de 2010, había 1887 personas residiendo en McCamey. La densidad de población era de 359,44 hab./km². De los 1887 habitantes, McCamey estaba compuesto por el 68.57 % blancos, el 2.33 % eran afroamericanos, el 1.85 % eran amerindios, el 0 % eran asiáticos, el 0 % eran isleños del Pacífico, el 24.38 % eran de otras razas y el 2.86 % pertenecían a dos o más razas. Del total de la población el 59.35 % eran hispanos o latinos de cualquier raza.